# Augustin-Jean Fresnel

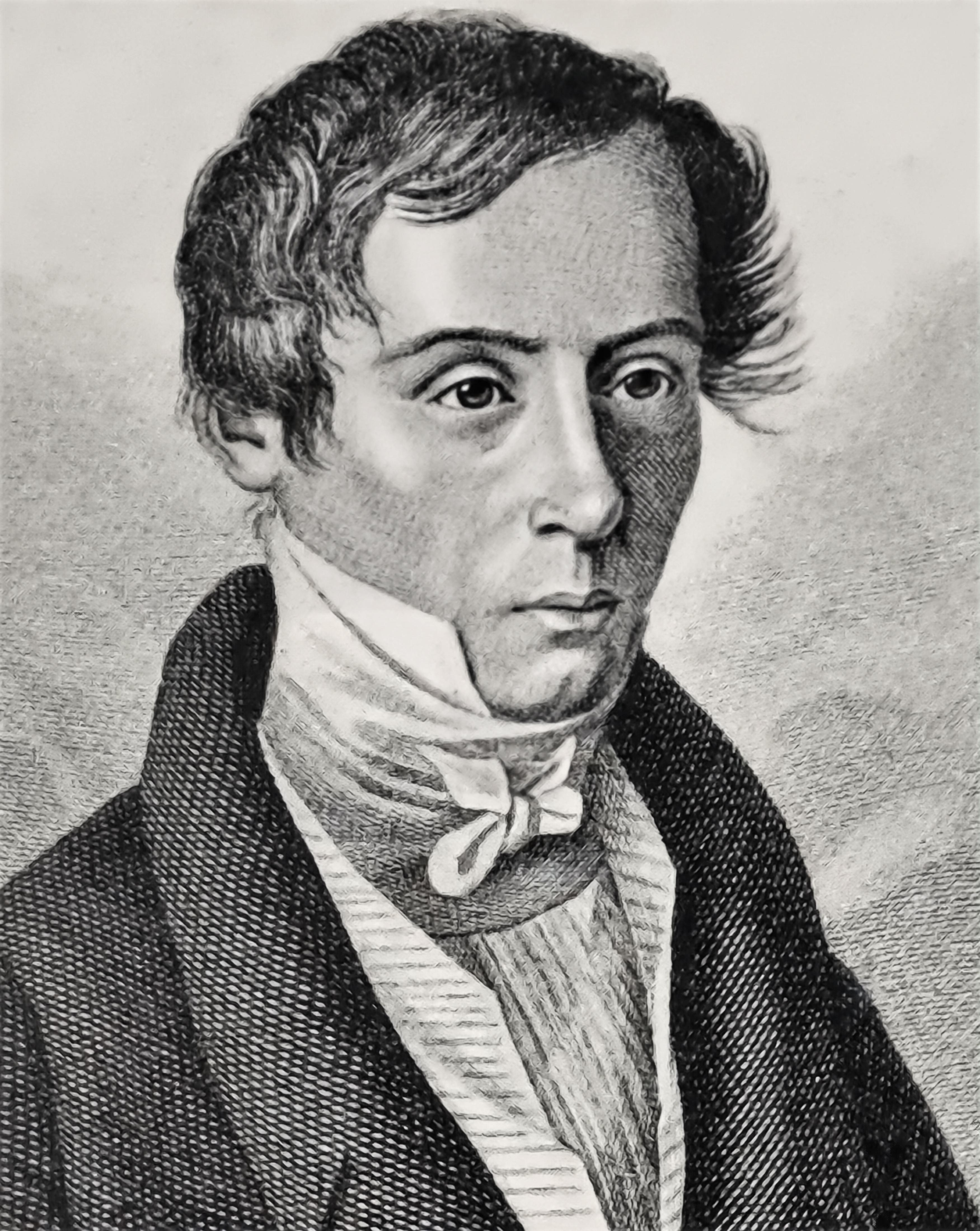
Augustin Fresnel

Augustin-Jean Fresnel (Broglie, 10 maggio 1788 – Ville-d'Avray, 14 luglio 1827) è stato un ingegnere e fisico francese, che eseguì importanti ricerche in campo ottico, in particolare nell'ottica fisica.

## Biografia

Ritratto dalle Opere

Figlio di un architetto, Jacques Fresnel (1755-1805) e di Augustine Mérimée (1755-1833), studiò all'Ecole Polytecnique di Parigi per poi laurearsi in ingegneria. Dopo la laurea, trovò lavoro presso il governo come ingegnere civile, costruendo strade e ponti nelle province francesi. In questo periodo, ancora lontano dal mondo scientifico, Fresnel iniziò a occuparsi della natura della luce.
A lui si deve la formulazione dei cosiddetti integrali di Fresnel, strumenti matematici attraverso i quali riuscì a elaborare una teoria che spiegasse tutti i fenomeni ottici: riflessione, rifrazione, interferenza e diffrazione.
Nonostante buone parte del suo lavoro fosse stata anticipata in modo indipendente dall'inglese Thomas Young, tra il 1815 e il 1819 decise comunque di pubblicare i suoi studi presso l'Accademia delle Scienze di Parigi, di cui successivamente divenne membro.
Nel 1818 Augustin-Jean Fresnel partecipò a un concorso promosso dall'Accademia francese delle scienze per un saggio riguardante uno studio teorico e sperimentale sulla luce. In quel periodo l'argomento era rilevante soprattutto a motivo della disputa, che risaliva ai tempi di Newton ed era ancora aperta, sulla natura corpuscolare od ondulatoria della luce.
Alla presentazione degli studi di Fresnel, che si basavano sulla teoria ondulatoria della luce, il fisico nonché giudice della gara Poisson, sostenitore della teoria corpuscolare spiegò che, per assurdo, seguendo tali studi si sarebbe dovuta osservare una macchia luminosa nel centro dell'ombra di un disco circolare illuminato da una sorgente puntiforme. Tale fenomeno venne tuttavia sperimentalmente provato dallo stesso Poisson (macchia di Poisson), confermando quindi il lavoro di Fresnel a cui venne attribuito il premio.
Inventò una nuova forma di lente, la lente di Fresnel nata per alleggerire i fari, da applicare dove serve una lente superficialmente ampia ma relativamente sottile.
Per i suoi meriti, divenne membro della Royal Society di Londra che lo premiò con la Medaglia Rumford nel 1824.
Morì di tubercolosi e fu sepolto a Parigi nel cimitero di Père-Lachaise.

## Tributi
A Fresnel sono stati dedicati il Promontorio Fresnel, la Rimae Fresnel sulla Luna e la Rue Fresnel a Parigi.
Il suo nome è iscritto sulla Tour Eiffel.

## Opere

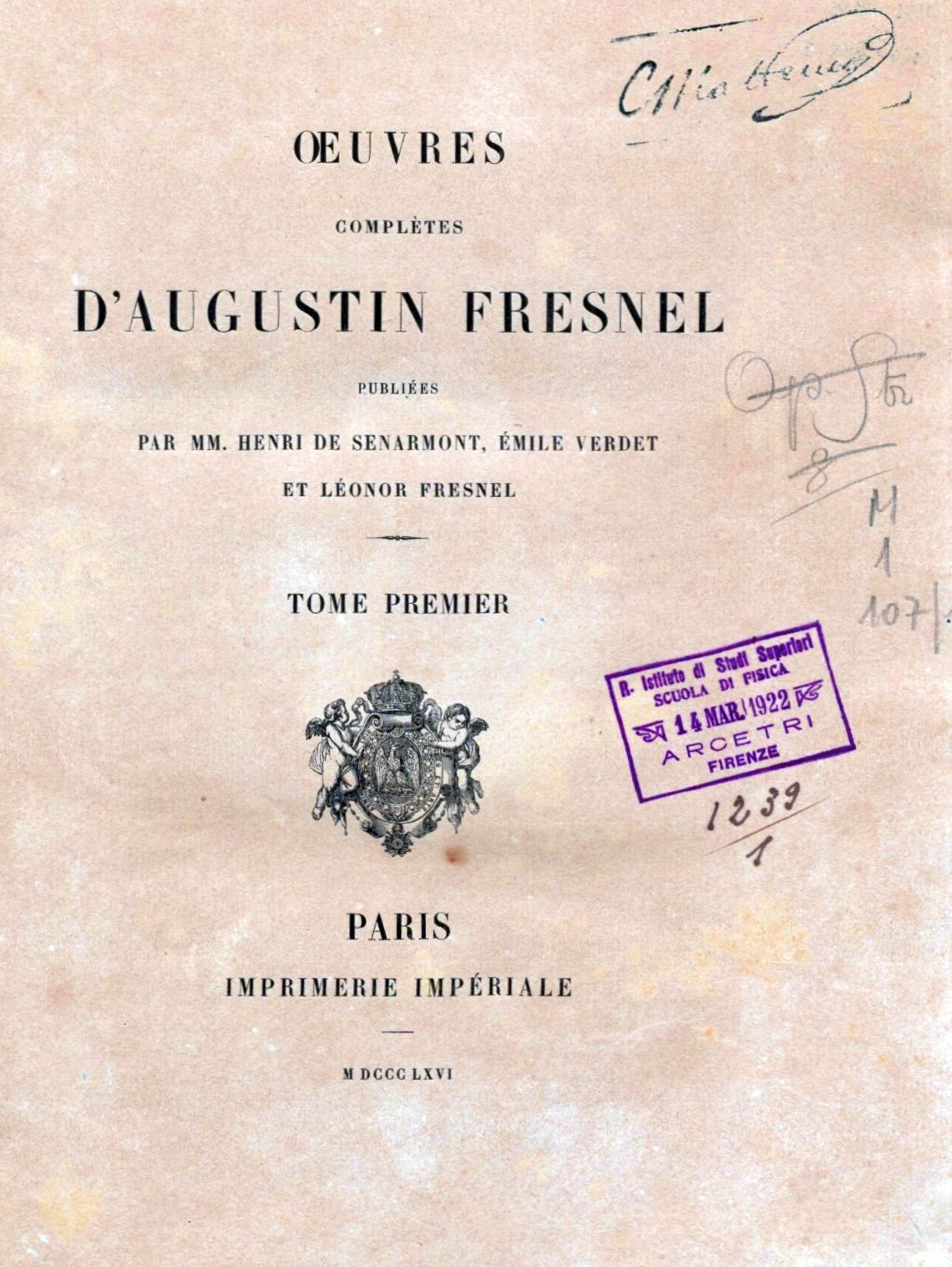
Oeuvres complètes d'Augustin Fresnel, 1866

- (FR) [Opere], vol. 1, Paris, Imprimerie Impériale, 1866.
- (FR) [Opere], vol. 2, Paris, Imprimerie Impériale, 1868.
- (FR) [Opere], vol. 3, Paris, Imprimerie Impériale, 1870.
- Oeuvres complètes d'Augustin Fresnel[collegamento interrotto] (Parigi: Impr. impériale, 1866-1870)